# Кекурный (остров)
Кекурный — прибрежный островок в бухте Гертнера (Тауйская губа Охотского моря). Находится в 700 м от мыса Красный, представляет собой скалу высотой 21 метр. Скопления чаек. Входит в состав муниципального образования «город Магадан». Официальное название практически никогда не употребляется в местной разговорной речи, где остров называют «Монах»: возможно, когда-то кто-то увидел в очертаниях острова черты лица, прикрытого кокулем, откуда и пошло народное название. В период зимней рыбалки обычно именно по траверсе Монаха и мысов Красного и Горняк или базы отдыха «Чёрный ключ» проходят поперечные трещины льда через всю бухту, отчего он служит заметным ориентиром на местности.